# Leusjärvi
Leusjärvi eller Levysjärvi är en sjö i Finland. Den ligger i kommunen Salla i landskapet Lappland, i den norra delen av landet, 700 km norr om huvudstaden Helsingfors. Leusjärvi ligger 234,4 meter över havet. Den är 2,8 meter djup. Arean är 1,09 kvadratkilometer och strandlinjen är 4,94 kilometer lång. Sjön  ingår i Koundaälvens huvudavrinningsområde. 